# Орден Заслуг Беніну
Орден Заслуг Беніну (фр. Ordre du Mérite du Bénin) — державна нагорода Беніну.

## Історія
Орден Заслуг Беніну заснований 24 жовтня 1961 року для нагородження громадян Республіки Дагомея за видатні заслуги у цивільній і військовій службі на користь нації.
Після проголошення Народної Республіки Бенін орден зазнав реформ із зміною зовнішнього вигляду знаків ордена.
У зв'язку зі скасуванням у країні соціалістичного курсу, зміни назви країни і прийняття у 1990 році нових державних символів — зовнішній вигляд знаків ордена був скоректований.
Великим магістром ордена є діючий президент країни. Поточні справи ордену знаходяться у веденні Великої канцелярії національних орденів на чолі з Великим канцлером.

## Ступеня ордена
Орден Заслуг Беніну поділяється на 3 ступені:
 Командор (фр. Commandeur) — знак на стрічці, що носиться на шиї;
 Офіцер (фр. Officier) — знак на стрічці з розеткою, що носиться на лівій стороні грудей;
 Кавалер (фр. Chevalier) — знак на стрічці, що носиться на лівій стороні грудей.

## Умови нагородження
Нагородження проводяться послідовно, починаючи з кавалерського ступеня.
Орденом нагороджуються громадяни, які відзначилися своєю громадською професійною діяльністю на користь держави у сфері культури, сільського господарства, торгівлі, промисловості, політики, економіки, благодійності.
Військовослужбовці Збройних сил Беніну можуть бути нагороджені за 12 років бездоганної служби.
Будь-який громадянин може бути нагороджений за видатні подвиги мужності і самовідданості.

## Знаки ордена

### 1 тип
Знак ордена — п'ятикутна зірка зеленої емалі з кульками на кінцях і  лезами мечів, що виходять з кутів. Знак кавалера срібний, інших ступенів — позолочений. У центрі знака круглий позолочений медальйон з широким обідком білої емалі. У центрі медальйона — контурне зображення карти Беніну червоної емалі, що оточене сяйвом. На обідку розділені крапками написи: зверху — «REPUBLIQUE DU DAHOMEY», знизу — «MERITE DU BENIN». Зворотний бік знака гладкий без зображень і емалі. До верхнього променя знака кріпиться прямокутна скоба для кільця, через яку пропускається
орденська стрічка.
Стрічка ордена — шовкова муарова шириною 37 мм із 5-ти рівновеликих смуг: зеленої, жовтої, червоної, жовтої і зеленої. До стрічки офіцерського ступеня кріпиться кругла розетка з такої ж стрічки.

### 2 тип
Знак ордена аналогічний знаку 1 типу, але зірка — червоної емалі, і верхній напис на обідку медальйона «REPUBLIQUE POPULAIRE DU BENIN».
Стрічка ордена — шовкова муарова із 3-ох рівновеликих смуг: зеленої, червоної і зеленої. До стрічки офіцерського ступеня кріпиться кругла розетка з такої ж стрічки.

### 3 тип
Знак ордена аналогічний знаку 2 типу, але верхній напис на обідку медальйона «REPUBLIQUE DU BENIN».
Стрічка ордена аналогічна стрічці 2 типу.